# Jacob Laurids Thrane
Jacob Laurids Thrane (Copenaghen, 5 agosto 1785 – 1819) è stato un architetto danese, esponente del Neoclassicismo.

## Biografia
Jacob Laurids Thrane era figlio di Laurids Laurberg Thrane (+1809) e di Johanne Kirstine F. Busch (+1812).

Negli anni dal 1804 al 1807 soggiornò in Italia a Roma e in Sicilia per completare la sua formazione artistica entrando in contatto con i maggiori esponenti della avanguardia neoclassica presenti a Roma dove nel 1806 sposò  Giacinta Maria Francesca Giusti e il Thorvaldsen scolpì il suo busto custodito oggi al   Museo Thorvaldsen di Copenaghen.

Rientrato in patria divenne uno degli esponenti del nuovo movimento chiamato Neoclassicismo morendo prematuramente all'età di 34 anni.